# Điện mặt trời Xuân Thọ
Cụm Nhà máy Điện mặt trời Xuân Thọ gồm 2 nhà máy điện mặt trời xây dựng trên vùng đất xã Xuân Thọ 1 và Xuân Thọ 2 thị xã Sông Cầu tỉnh Phú Yên, Việt Nam .
Cụm nhà máy có tổng công suất lắp máy là 98,2 MW, sản lượng điện sản xuất khoảng 152,2 triệu kWh/năm, khởi công tháng 1/2019, phát điện thương mại ngày 30/6/2019.
Mỗi nhà máy có công suất lắp máy hơn 49,6 MW, sản lượng điện sản xuất khoảng 76,2 triệu kWh/năm. Mỗi nhà máy được xây dựng trên diện tích khoảng 60 ha .